# Alemans

Familiewapen van Alemans

Alemans is een oude familie uit de omgeving van Noordwijk die vanaf de zestiende eeuw als edelmannen gekwalificeerd geacht werden tot de jacht en waarvan een afstammeling in 1814 in de Nederlandse adel werd opgenomen.

## Geschiedenis
De stamreeks begint met Dammas Willemsz, scholaster te Noordwijk die in die plaats na 1466 overleed. Hij zou een bastaardzoon zijn geweest van Willem de Moor (vermeld vanaf 1390, † 1421) was op zijn beurt een bastaardzoon van ridder Jan Aelman (vermeld vanaf 1339, † 1389). De laatste was dan weer een bastaardzoon van Willem III, graaf van Holland en Henegouwen (1304-1337).
Op grond van de bastaardafstamming werden nakomelingen van Dammas in de 16e, 17e en 18e eeuw in Holland voor de jacht gekwalificeerd als edellieden.
Bij Souverein Besluit van 28 augustus 1814 werd Abraham Alemans (1757-1835) benoemd in de ridderschap van Holland en ging daarmee deel uitmaken van de Nederlandse adel, met het predicaat van jonkheer. Met hem stierf ook het geadelde 'geslacht' in 1835 uit.

## Enkele telgen
Meijndert Claesz. (geboren omstreeks 1582-† voor 29 mei 1670), schepen van Oude Nieuwland
- Wouter Meijndertsz. Aleman († na 16 januari 1667), bouwman te Ouddorp
  - Cornelis Aleman (1658-† na 28 november 1706)
    - Meijndert Cornelisse Aleman (1690-1759)
      - Joost Meijndertsz. Aleman(s) (1716-1797), bouwman te Ouddorp
        - jhr. Abraham Alemans (1757-1835), luitenant-kolonel infanterie